# تشاه حاج حسين (تيرجرد)
تشاه حاج حسين (بالإنجليزية: Chah-e Hajji Hoseyn Mazhdehpur va Shorka)‏ هي منطقة سكنية تقع في إيران في يزد.